# Ivy + Bean
Ivy + Bean es una serie de libros para niños escrita por la autora estadounidense Annie Barrows, ilustrada por Sophie Blackall y publicada por Chronicle Books.

## Descripción
En las historias, Ivy (una chica tranquila e intelectual) y Bean (una chica traviesa y salvaje) se convierten rápidamente en amigas a pesar de sus diferencias y su renuencia inicial a agradarse, "dos amigas que nunca tuvieron la intención de agradarse", como dice el lema de la serie. Ambas son niñas de 7 años que viven en un callejón sin salida en un entorno suburbano en Pancake Court, en una ciudad cuyo nombre no se menciona. En cada libro, se meten en travesuras considerables y tienen aventuras locas con los otros personajes del vecindario.
Los libros tienen ilustraciones, pero no son libros de imágenes; el nivel de lectura es adecuado para lectores de secundaria. A partir de 2021, hay doce libros en la serie.

## Libros
Los libros de la serie son:
- Ivy and Bean (abril de 2006)
- Ivy y Bean y el fantasma que tuvo que irse (octubre de 2006)
- Ivy y Bean rompen el récord fósil (agosto de 2007)
- Ivy y Bean cuidan de la niñera (2007)
- Ivy and Bean: Bound to Be Bad (octubre de 2008)
- Ivy and Bean: Doomed to Dance (septiembre de 2009)
- Ivy and Bean: ¿Cuál es la gran idea? (Septiembre de 2010)
- Ivy and Bean: No hay noticias son buenas noticias (septiembre de 2011)
- Ivy y Bean hacen las reglas (septiembre de 2011)
- Ivy y Bean toman el caso (septiembre de 2013)
- Ivy and Bean: One Big Happy Family (agosto de 2018)
- Ivy y Bean: ¡Manos a la obra! (Abril de 2021)

## Adaptaciones
Se planeó que los libros tuvieran una serie animada que se habría emitido en Universal Kids. Sin embargo, la serie terminó en un mal desarrollo y Universal Kids finalmente dejó de desarrollar contenido original en 2019.
En 2020, se anunció que Netflix adaptaría los libros en una película de acción en vivo. Jesse Tyler Ferguson, Jane Lynch, Sasha Pieterse, Nia Vardalos, Jaycie Dotin, Garfield Wilson y Marci T. House protagonizarían.